# Cypseloides
Cypseloides är ett släkte med fåglar i familjen seglare som återfinns i Nord- och Sydamerika. Det omfattar åtta arter:
- Svartseglare (C. niger)
- Vitbröstad seglare (C. lemosi)
- Brunseglare (C. rothschildi)
- Sotseglare (C. fumigatus)
- Ljuspannad seglare (C. storeri)
- Gråhakad seglare (C. cryptus)
- Fläckpannad seglare (C. cherriei)
- Vattenfallseglare (C. senex)